# Philippe Besnard
Philippe Besnard (nacido el 18 de noviembre de 1885 en París 17.º  y fallecido el 2 de noviembre de 1971 en París 15.º) fue un escultor y crítico de arte francés.

## Datos biográficos[4]
Hijo del pintor Albert Besnard, Philippe Besnard tuvo una niñez poco feliz. Sus padres se obstinaron en darle una formación técnica agrícola.  Su madre, Charlotte, nacida Dubray,  cediendo finalmente a la insistencia de Philippe le dio sus primeras lecciones de escultura. Más tarde, en Roma, tomó cursos con el escultor Henri Bouchard. Después, como su madre lo había hecho en su oportunidad, también fue acogido y aconsejado por Auguste Rodin.
Se casó en 1921 con la escultora Germaine Desgranges (1892-1974), hija del pintor Félix Desgranges y alumna de Antoine Bourdelle. Fue nombrado Caballero de la Legión de Honor.

## Obra

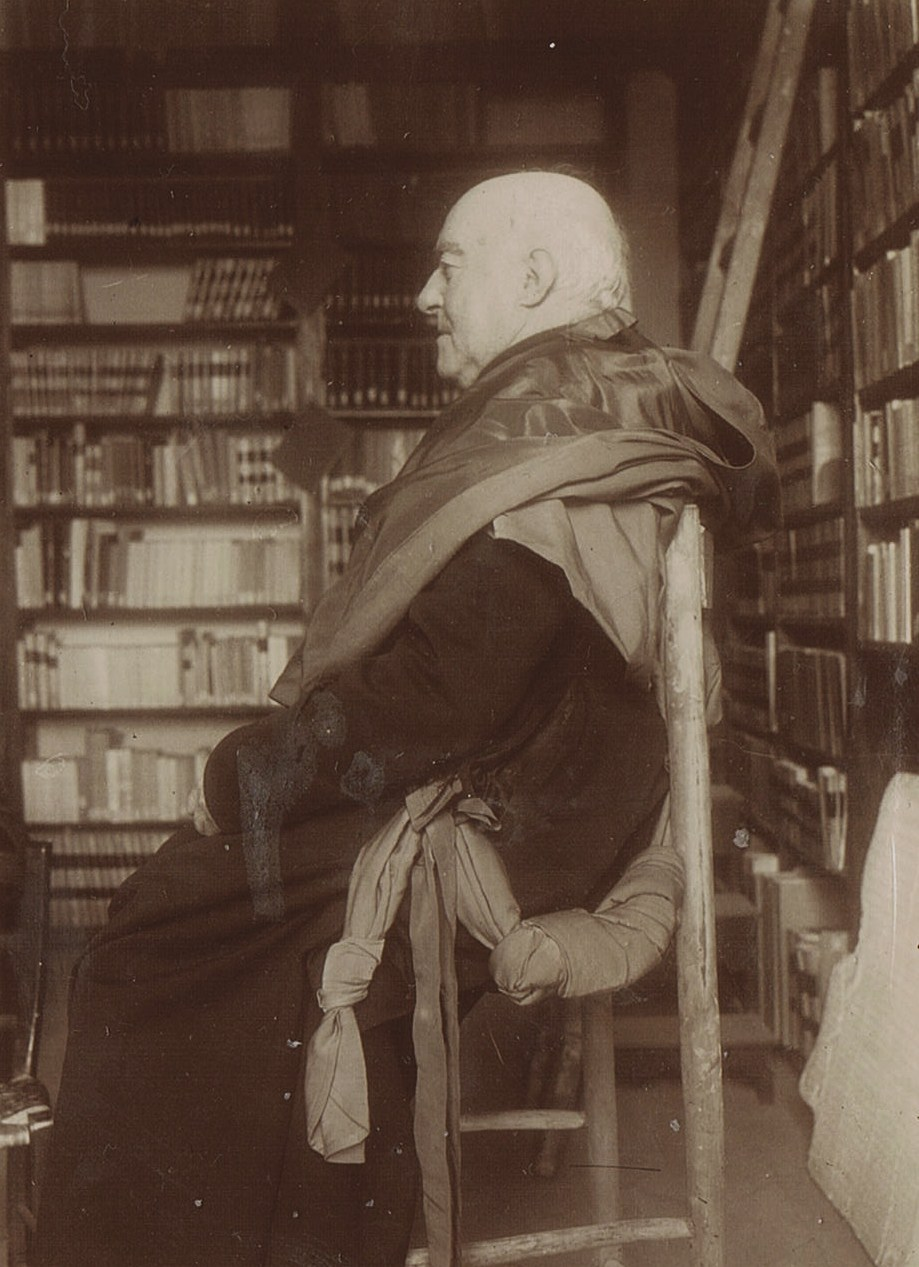
Monseñor Louis Duchesne posando para el escultor.

Philippe Besnard tuvo una producción artística diversificada :
- Monumentos públicos (monumentos conmemorativos, monumentos a los fallecidos, fontaines, proyectos de monumentos)
- Bajo relieves
- Bustos y máscaras (65 identificados), a menudo mantenidas en colecciones particulares
- Personajes en pie
- Personajes allegóricos o mitológicos (31 identificados)
- Grupos
- Esculturas religiosas (25 identificadas)
- Medallas y condecoraciones
- Sujetos diversos
- Cerámicas
- Dibujos (19 identificados)

Entre las 245 obras que han sido listadas se pueden citar :
- Monumentos :
  - a Annecy, avenida del Pâquier, Primera Guerra Mundial, Monumento a los combatientes
  - a Fresnes-en-Woëvre, 14-18
  - a Moûtiers-Salinos, 14-18
  - a Meknès, Monumento a las muertes de la Legión extranjera caídos durante la Guerra del Rif, (transferido a Aubagne ?)
  - a Albertville, Monumentos a los Resistentes de Albertville y Beaufort, Segunda Guerra Mundial
- Busto del escultor Antoine Coysevox a Lyon
- Busto de René-Jean
- Busto de René Boylesve al Instituto de Francia
- Busto de Piedra Loti a Papeete
- Busto de Aman-Jean
- Dos Bustos de Albert Besnard,de los que uno está conservado en el  Museo de Orsay en París.
- Busto de Jacques Copeau, en la Comedia Francesa
- Busto de la pianista Marie Jaëll
- Busto de Auguste Dorchain
- Busto de René Ghil (poeta 1862-1925)
- Busto de monseigneur Ghika
- Busto de Guillaume Lerolle, hilos de Henri Lerolle
- Busto de Monseigneur Louis Duchesne (1843-1922) de la Academia Francesa
- Busto de Robert de Flers.
- Busto de Edwin Fischer, pianista helvétique
- Busto de Maxime Weygand, a la Academia francesa
- Busto de Henri de Orleans, « conde de París »
- Estatua de Saint François de Sales (1943) en la catedral de Chambéry
- Estatua del mariscal Poniatowski, calle de Rivoli sobre la fachada del Palacio del Louvre en París
- Febo que ilumina el mundo (Museo de arte moderno de la Ciudad de París), bronce hoy en depósito en Amboise

## Exposiciones
- 1928, Galería Ecalle
- 1928, Bruselas
- 1938, Pequeño-Palacio, con Bessie Davidson, Mela Muter, Kees van Dongen
- 1942, Hogar de los Artistas, Lyon

## Publicaciones
Philippe Besnard escribió :
- La Política y las Artes, 1935, Premios Broquette-Gonin (Academia francesa)
- El Arte y sus misterios (En la fuente de la Inspiración), Las ediciones Universales, París, 1946
- Souvenances, publicación póstuma, 1974, Ediciones de la Universidad de Ottawa, memorias redactadas hacia el final de los años 1940, ISBN 0-7766-4254-5